# رینای
رینای (انگلیسی: Rinnai) یک شرکت چند ملیتی ژاپنی مستقر در ناگویا، ژاپن است که لوازم خانگی از جمله آبگرمکن بدون مخزن، وسایل گرمایش خانگی، لوازم آشپزخانه، خشک کن لباس و تجهیزات با استفاده تجاری مانند اجاق‌های برنج، سرخ کن تولید می‌کند.
رینای بزرگترین تولیدکننده لوازم گاز آشپزخانه در ژاپن است.